# Älmsta
Älmsta (Elmsta) är en tätort i Väddö socken, Norrtälje kommun i Stockholms län  med 1 532 invånare (2022). Orten är belägen där Väddö kanal mynnar i Väddöviken. Norra delen (byarna Hammarby och Norrsundet) ligger på ön Väddö och den södra (Elmsta by) på fastlandet.

## Historia
När Elmsta omnämndes första gången 1557 var den redan en stor by med sju gårdar. Flera forngravar vittnar om en ännu äldre historia.

### Befolkningsutveckling
| Befolkningsutvecklingen i Elmsta/Älmsta 1950–2020                                                 | Befolkningsutvecklingen i Elmsta/Älmsta 1950–2020 | Befolkningsutvecklingen i Elmsta/Älmsta 1950–2020 | Befolkningsutvecklingen i Elmsta/Älmsta 1950–2020 | Befolkningsutvecklingen i Elmsta/Älmsta 1950–2020 |
| ------------------------------------------------------------------------------------------------- | ------------------------------------------------- | ------------------------------------------------- | ------------------------------------------------- | ------------------------------------------------- |
|                                                                                                   |                                                   |                                                   |                                                   |                                                   |
| År                                                                                                |                                                   |                                                   | Folkmängd                                         | Areal (ha)                                        |
| 1950                                                                                              | 1950                                              |                                                   | 575                                               | ##                                                |
| 1960                                                                                              | 1960                                              |                                                   | 495                                               | 93                                                |
| 1965                                                                                              | 1965                                              |                                                   | 518                                               | 93                                                |
| 1970                                                                                              | 1970                                              |                                                   | 636                                               | 100                                               |
| 1975                                                                                              | 1975                                              |                                                   | 641                                               | 100                                               |
| 1980                                                                                              | 1980                                              |                                                   | 728                                               | 120                                               |
| 1990                                                                                              | 1990                                              |                                                   | 851                                               | 117                                               |
| 1995                                                                                              | 1995                                              |                                                   | 946                                               | 119                                               |
| 2000                                                                                              | 2000                                              |                                                   | 908                                               | 119                                               |
| 2005                                                                                              | 2005                                              |                                                   | 924                                               | 119                                               |
| 2010                                                                                              | 2010                                              |                                                   | 1 097                                             | 120                                               |
| 2015                                                                                              | 2015                                              |                                                   | 1 376                                             | 226                                               |
| 2020                                                                                              | 2020                                              |                                                   | 1 532                                             | 251                                               |
| Anm.: Namnändring från Elmsta till Älmsta 1965. ## Som tätort/befolkningsagglomeration 1920–1950. |                                                   |                                                   |                                                   |                                                   |

## Samhället
Väddö folkhögskola och Roslagens Sjöfartsmuseum är två kända institutioner inom det jämförelsevis begränsade området Elmsta jämte Hammarby och Norrsundet. Sjöfartsmuseet äger bland annat Ångslupen Elmsta, som sommartid går i passagerartrafik på rundturer i Väddö kanal, med kajplats intill Älmstabron, centralt på orten.
I ortens centrala del finns en stor livsmedelsaffär med tillhörande spelbutik och café, ett bankkontor, restauranger samt ett varierande utbud av andra affärsverksamheter.
Det finns en biblioteksfilial. I Hammarby finns en stor möbelaffär, ett byggföretag, ett mejeri med försäljning till allmänheten samt en anläggning för motion och friskvård.
På Elmsta udde, som är 80 meter bred och 250 meter lång finns ett år 2008 färdigbyggt område med fyra parhus samt 13 stycken 2-3 vånings flerfamiljshus, med sammanlagt drygt 130 bostadsrättslägenheter. 
Någon kilometer söder om den egentliga tätorten ligger ett industriområde.

## Kommunikationer
Älmsta nås från Norrtälje genom att man först tar riksväg 76 (mot Gävle) och sedan (vid Sonö vägskäl) fortsätter på länsväg 283. Bussar går från Norrtälje (nr 636, 637) och Hallstavik (nr 643).
Själva ön Väddö nås närmast över tre broar, en i Älmsta och en annan längre bort vid Gåsvik (nära Bagghusfjärden). Båda öppnas vid behov såväl för yrkestrafik som för fritidsbåtar. Bron vid Älmsta är en klaffbro, den vid Gåsvik en svängbro. Den tredje bron är Trästabron som ersatte en tidigare färjeförbindelse.

## Bildgalleri

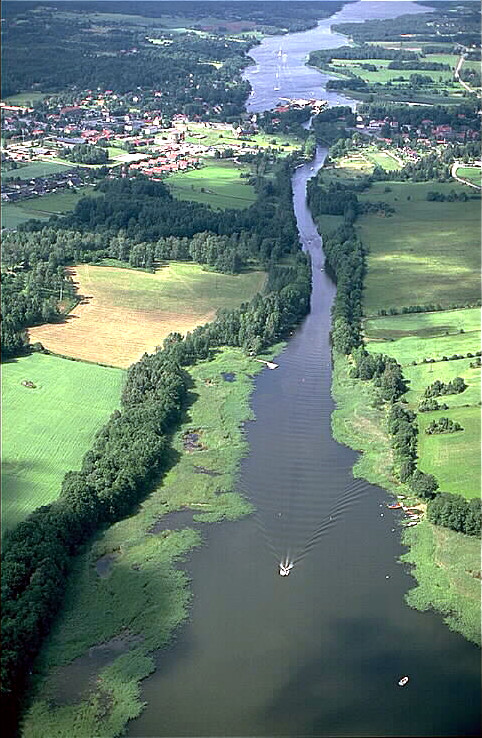
Väddö kanal och Älmstaby från ovan.
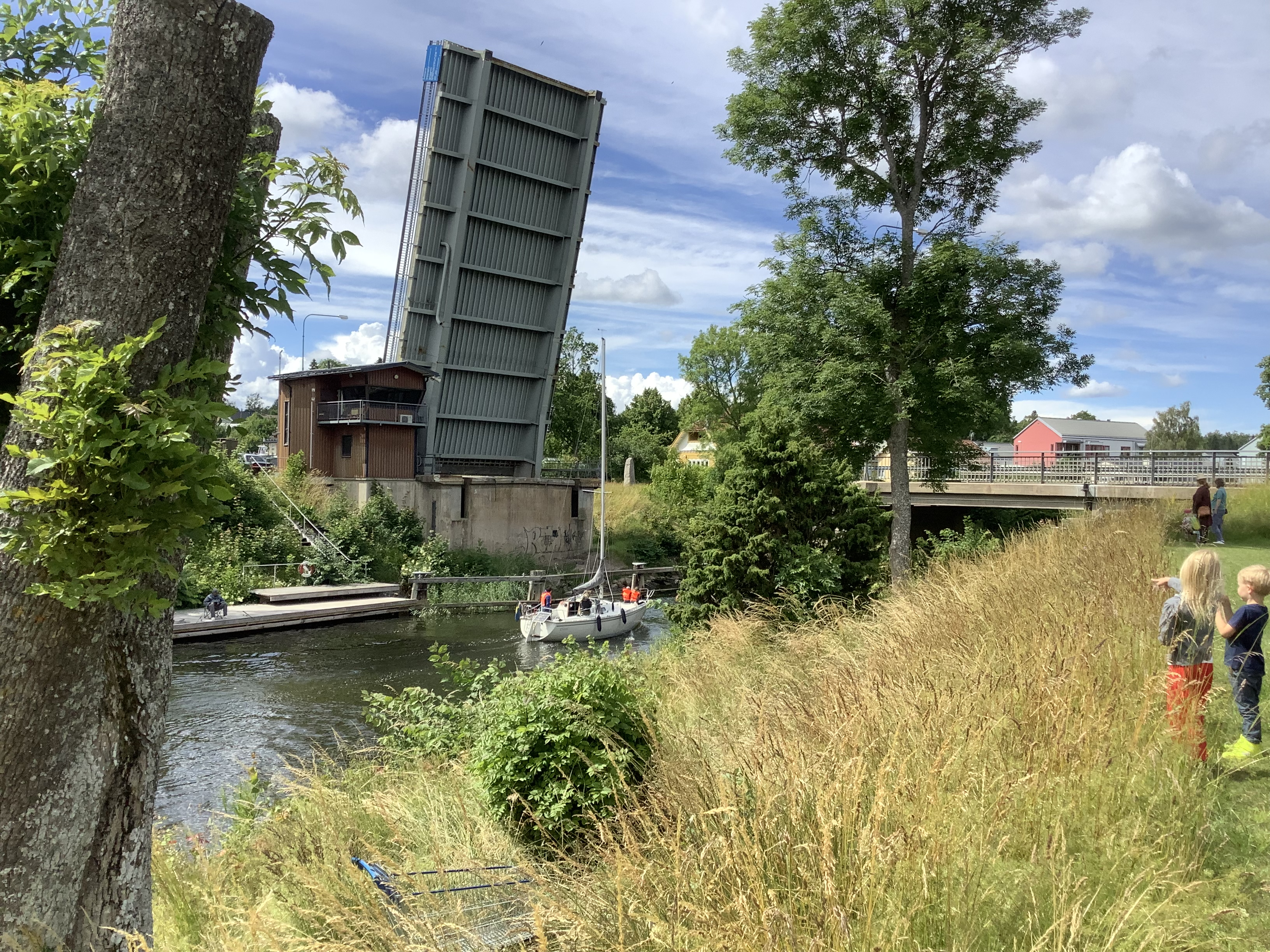
Älmstabron vid broöppning.
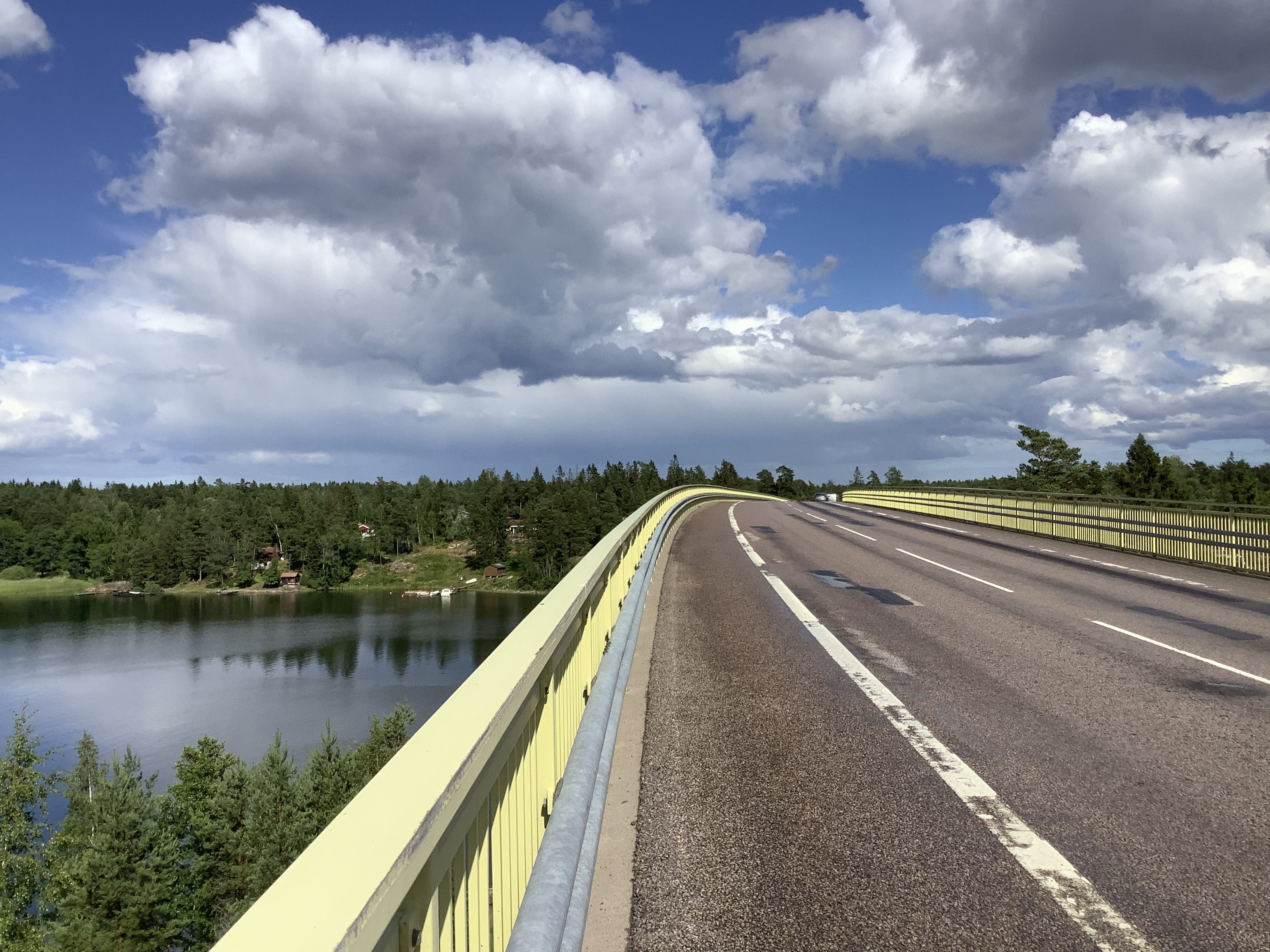
Trästabron
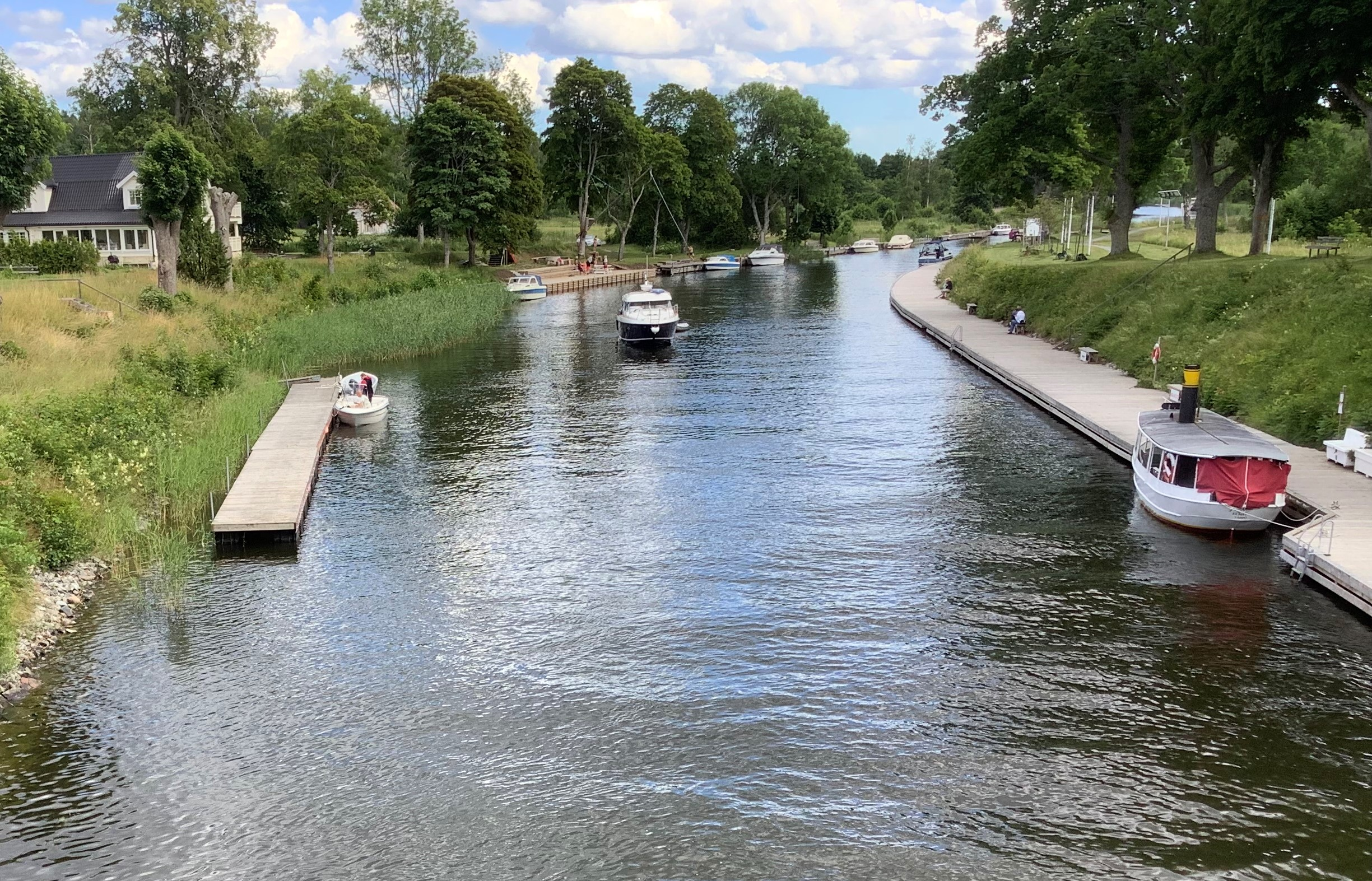
Kanalutsikt från Älmstabron, med S/S Elmsta förtöjd åt höger.
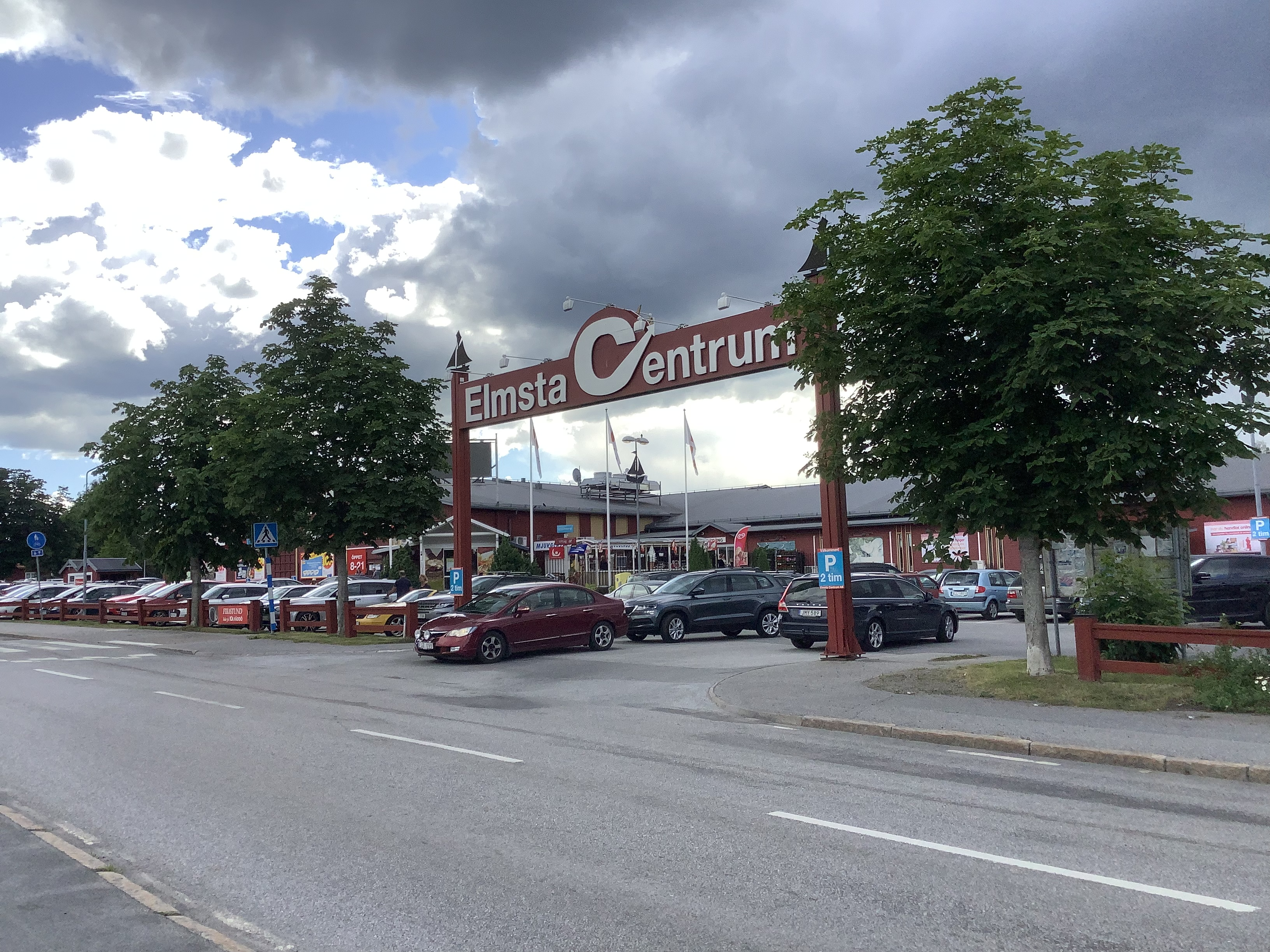
Elmsta centrum.
Roslagens Sparbank vid Centrumvägen.

### Källor

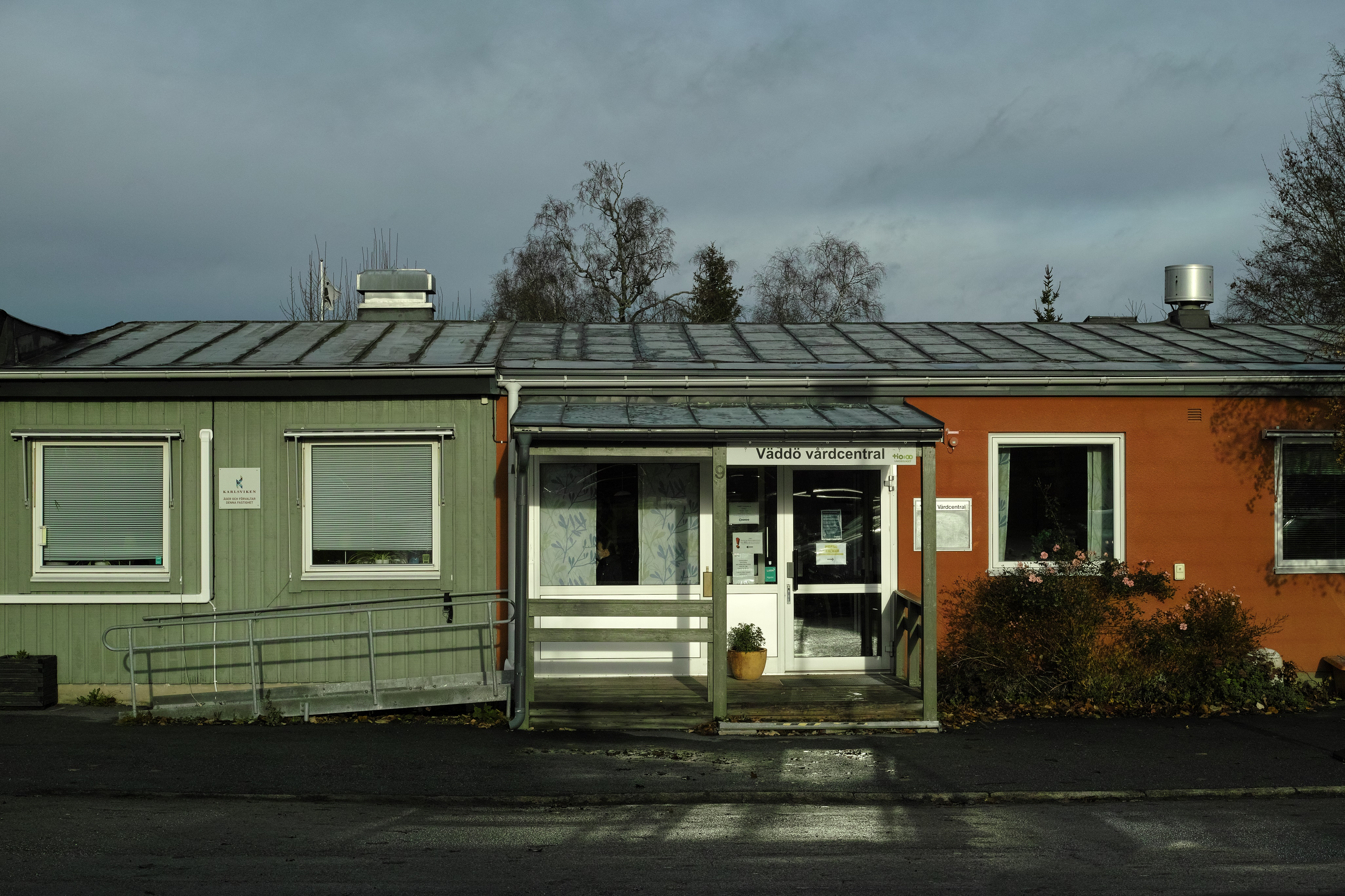
Väddö Vårdcentral